# Vodouš šedý
Vodouš šedý (Tringa nebularia) je velký druh slukovitého ptáka, který hnízdí v severní části Eurasie a na zimu táhne do Afriky, jižní Asie a Australasie. Vyskytuje se i v Česku, kde na jaře a na podzim protahuje. Jedná se o nenápadného ptáka šedých, hnědých a světlých barev s tmavým, mírně nahoru zahnutým zobákem. Jeho hlavní potravou jsou vodní bezobratlí, které vyzobává z bahna při okrajích vodních toků.

## Systematika
Druh formálně popsal norský přírodovědec Johan Ernst Gunnerus v roce 1767. Jedná se o monotypický taxon. Druhové jméno nebularia pochází z latinského nebula = „mlha“, což odkazuje k močálovitému habitatu vodouše, který často zakrývá mlha.
Nejbližším příbuzným vodouše šedého je vodouš velký (Tringa melanoleuca) a vodouš tmavý (Tringa erythropus), kteří společně tvoří ucelený klad.

## Výskyt
Jedná se o plně tažný druh, který hnízdí v severní části Eurasie od severní Evropy (Skandinávie, severní Bělorusko) přes střední Rusko a severní Kazachstán až po Kamčatku. Zimuje v Africe, v jižní a jihovýchodní Asii a Australasii. Většina populací táhne přes pevninu, i když zrovna evropská populace, které zimuje většinou na jih od Sahary, táhne převážně podél pobřežních oblastí. Samice (občas nejdříve samci) opouští svá hnízdiště již někdy na přelomu června a července, a za 3−6 týdnů je následují samci a nedospělí jedinci. Do zimovišť v jižní Africe a Austrálii dolétají v srpnu a září, aby v březnu začali odlétat zpět na sever. Nehnízdící jedinci mohou zůstat na zimovištích po celý rok. S postupem globálního oteplování bylo u vodouše šedého zaznamenáno, že se na jarní tah vydává dříve a ten podzimní zase později. Migruje jednotlivě nebo v malých hejnech o cirka 20 jedincích. Během tahu se typicky vyskytuje na vodních plochách jako jsou rybníky nebo mořské pobřeží.
Skotská populace zimuje převážně v Irsku, ale i Walesu, Anglii a západní Francii. Zatoulaní jedinci byli zaznamenáni mj. na Newfoundlandu, Islandu, Azorech, Novém Amsterdamu, Crozetech, Kerguelenech, Macquarie, Cambellových ostrových, Chathamských ostrovech, Novém Zélandu, Pribilovových nebo Faerských ostrovech.

### Výskyt v Česku
V Česku se lze se s vodoušem šedým nejčastěji setkat během jarního (duben až květen) či podzimního tahu (srpen až září).

## Popis
Jedná se o velkého bahňáka s dlouhým krkem a nohama a dlouhým, postupně se zužujícím, velmi mírně nahoru zahnutým zobákem. Délka těla je kolem 30−34 cm, rozpětí křídel 55−62 cm. Zobák měří 47−61 mm, běhák 52−66 mm, ocas 70−83 mm.
Dospělec v prostém šatu má světlou hlavu a krk, šíje a korunka jsou šedobílé. Spodní partie včetně hrdla a přední části krku jsou bílé. Svrchní strana křídel je šedá. Dospělec ve svatebním šatu má hlavu, krk a horní část hrudi výrazně tmavě hnědě kropenatou. Krovky jsou tmavě šedé s bílými lemy, ramenní perutě jsou černošedé a příměsí bílé. V letu má světlavý ocas a kostřec, křídla působí tmavě, bílá barva vybíhá klínovitě do hřbetu. Nedospělý jedinec je shora tmavě šedohnědý s výraznými světle lemovanými pery, které až vypadají jako proužky, a má světle čárkovanou hruď.
Ve středoevropských podmínkách může dojít k záměně hlavně s vodoušem rudonohým. Oproti němu je vodouš šedý větší a těžší. Zobák vodouše šedého je delší, u kořene širší a mírně zahnutý nahoru. Nohy jsou u vodouše šedého šedé nebo zelenavě šedé, zatímco u vodouše rudonohého červené.

## Biologie
Volání vodouše šedého je silné, typicky trojslabičné tjev-tjev-tjev. Zatímco dospělci se takto projevují ve stejné tónině, nedospělí jedinci vydávají spíše trylek. Při vyplašení se ozývá silným vytrvalým kju! a v době hnízdění ze vzduchu chrastivým klu-ví clu-ví.
Živí se převážně vodními bezobratlými živočichy včetně hmyzu, korýšů, červů nebo měkkýšů, avšak nepohrdne ani potěrem, pulci, žábami nebo malými rybkami. Kořist typicky sbírá v bahně, které propichuje svým dlouhým zobákem. V případě rychlé kořist jako jsou rybky za ní dokáže hbitě běžet, avšak hmyz může chytat i přímo za letu. Může se krmit ve dne i v noci.

### Hnízdění

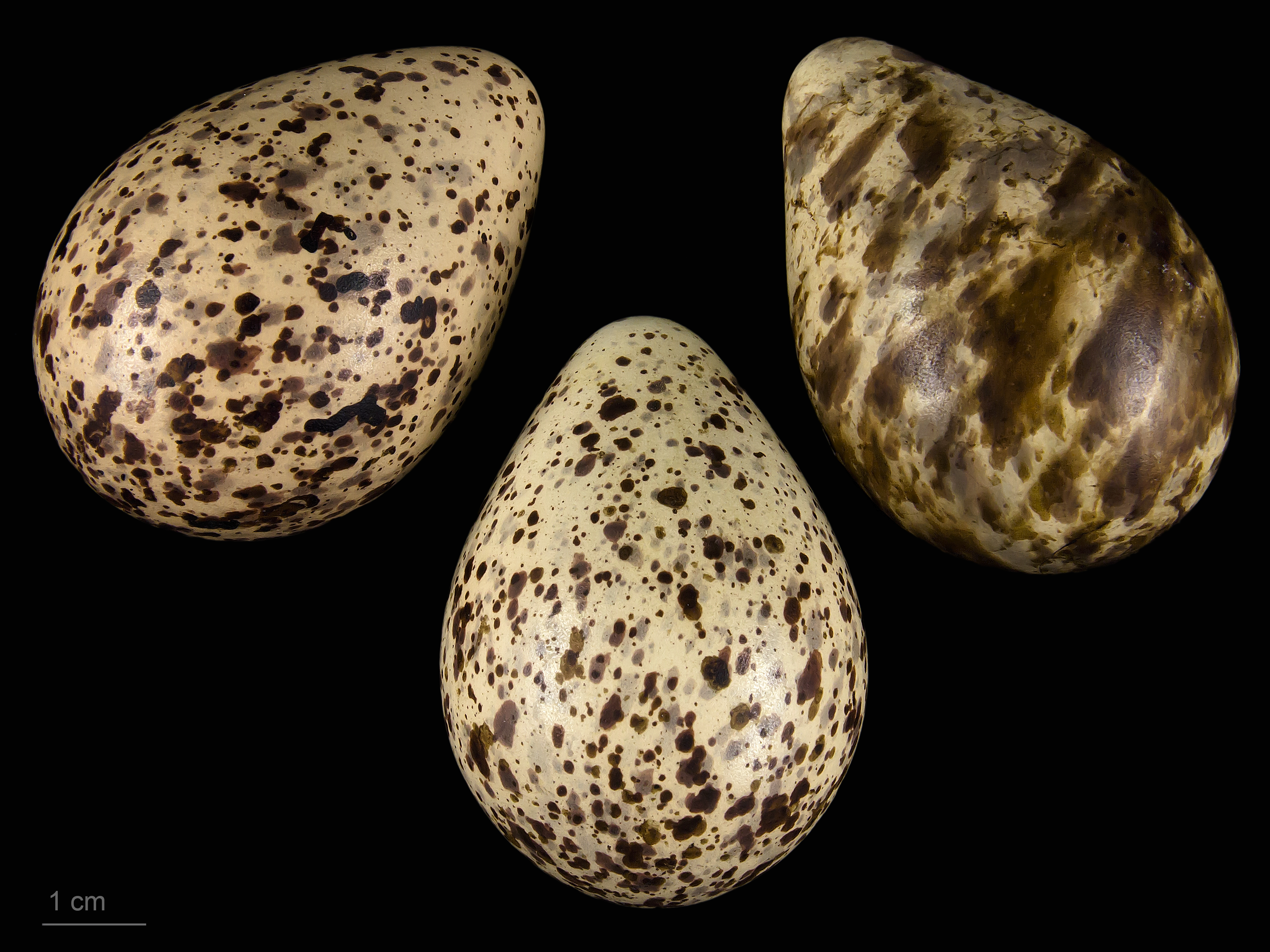
Vejce vodouše šedého

K hnízdění dochází typicky od konce dubna do června, případně až do srpna. Hnízdní stanoviště tvoří severské starší borové i jiné jehličnaté lesy nedaleko rašelinišť a vody. V oblibě má hlavně mokřady či podobné vodní plochy s bahnitými břehy, kde lze nalézt dostatek potravy. Jako první dolétají na hnízdiště samci. Po příletu samic následují námluvy, který zahrnuje nápadné lety nad vodními plochami. Běžně se stává, že páry z předchozího hnízdního období spolu znovu zahnízdí. Po spárování samice vybere místo ke kladení vajec, načež dochází ke kopulaci. Snůšku tvoří 3−4 vejce, která samice klade přímo na zem do mělkého důlku. Povrch vajec je jemný a lesklý, jejich podkladová barva je světle žlutohnědá až načervenalá, a na ní se nachází výrazné tmavé skvrny různých tvarů. Rozměr vajec bývá 51×35 mm. Inkubace trvá kolem 23−26 dnů. Na inkubaci se podílejí oba partneři, avšak jeden z nich odlétá z hnízdiště na jih nedlouho po vyklubání mláděte. Mláďata jsou vzletná ve věku 26−31 dní.

## Ohrožení a početnost
Jedná se o málo dotčený druh se stabilní populací. V roce 2015 se globální početnost odhadovala na cirka 0,44−1,5 milionu jedinců. Na Evropu přitom připadalo 197−405 tisíc dospělců. Za jednu z hlavních hrozeb druhu se považuje úbytek habitatu, zvláště ztráty a degradace močálů v oblasti Žlutého moře, kde dochází k intenzivní zástavbě.